# Sommergrüne Traubenheide
Die Sommergrüne Traubenheide (Eubotrys racemosa) ist eine Pflanzenart aus der Gattung Eubotrys innerhalb der Familie der Heidekrautgewächse (Ericaceae). Sie kommt in den östlichen USA entlang der Küstenebenen von Massachusetts über Florida bis nach Texas vor und wird dort englisch fetterbush, swamp doghobble, swamp sweetbells genannt wird.

## Beschreibung

### Vegetative Merkmale
Die Sommergrüne Traubenheide ist ein sommergrüner Strauch und erreicht Wuchshöhen von bis zu 4 Metern. Die wechselständig angeordneten Laubblätter sind in Blattstiel und -spreite gegliedert. Die einfachen, fein behaarten bis kahlen, ledrigen, spitzen bis zugespitzten Blattspreiten sind bei einer Länge von 3 bis 8 Zentimetern elliptisch bis verkehrt-eiförmig, wobei kleinere und größere Blätter am selben Zweig vorkommen. Der Blattrand ist feingesägt bis -gekerbt.

### Generative Merkmale
Die Blüten stehen in einer Reihe einseitswendig am kurzen, traubigen Blütenstand. Die duftenden, zwittrigen Blüten sind fünfzählig mit doppelter Blütenhülle. Es sind zwei Deckblätter vorhanden. Die glockenförmige Blütenkrone mit kurzen Zipfeln ist weiß und weniger als 1 Zentimeter lang. Es sind 10 kurze Staubblätter vorhanden und die Antheren besitzen jeweils zwei Anhängsel an der Spitze. Der Fruchtknoten ist oberständig.
Es wird eine kleine, leicht zusammengedrückt rundliche und gelappte, lokulizidale, vielsamige, geschnäbelte Kapselfrucht mit beständigem Kelch gebildet.

## Lebensraum und Einstufung
Eubotrys racemosa wächst in Lebensräumen der Küstenebenen zusammen mit Kiefern-Arten wie Pinus taeda, Pinus elliottii und Pinus echinata sowie Eichen-Arten. Sie lebt in verschiedenen Biotoptypen wie Savannen, Wäldern, Mooren und Pocosins. Das Klima in ihrem Verbreitungsgebiet ist mild im Winter sowie heiß und feucht im Sommer. Sie toleriert keine Beschattung und wächst normalerweise in voll besonnten Bereichen. Eubotrys racemosa kann mit Arten wie Nyssa sylvatica, Gordonia lasianthus, Persea borbonia, Acer rubrum,  Cyrilla racemiflora, Chamaecyparis thyoides, Lyonia lucida, Clethra alnifolia, Myrica cerifera und Smilax laurifolia vergesellschaftet sein.
Von der TNC wird Eubotrys racemosa als „ungefährdet“ („G5“) eingestuft.

## Ökologie
Die Laubblätter von Eubotrys racemosa sind für das Vieh giftig.

## Taxonomie
Die Erstveröffentlichung erfolgte 1753 unter dem Namen (Basionym) Andromeda racemosa durch Carl von Linné. Die Neukombination zu Eubotrys racemosa (L.) Nutt. Thomas Nuttall wurde 1843 durch Thomas Nuttall in Transactions of the American Philosophical Society, new series 8, Seite 269 veröffentlicht.
Weitere  Synonyme für Eubotrys racemosa (L.) Nutt. sind: Andromeda elegans Meerb., Andromeda paniculata L., Andromeda speciosa Willd., Andromeda speciosa Willd. ex Steud., Andromeda spicata Wats., Andromeda tomentosa Dum.-Cours., Cassandra racemosa (L.) Spach, Leucothoe elongata Small, Leucothoe racemosa (L.) Gray, Leucothoe racemosa var. elongata (Small) Fernald, Leucothoe racemosa var. projecta Fernald, Leucothoe spicata (Wats.) G.Don, Lyonia racemosa (L.) D.Don, Zenobia racemosa (L.) DC., Eubotrys elongata (Small) Small, Eubotrys racemosa var. elongata (Small) Fernald, Eubotrys racemosa var. elongata (Small) Small.